# Хевронские соглашения

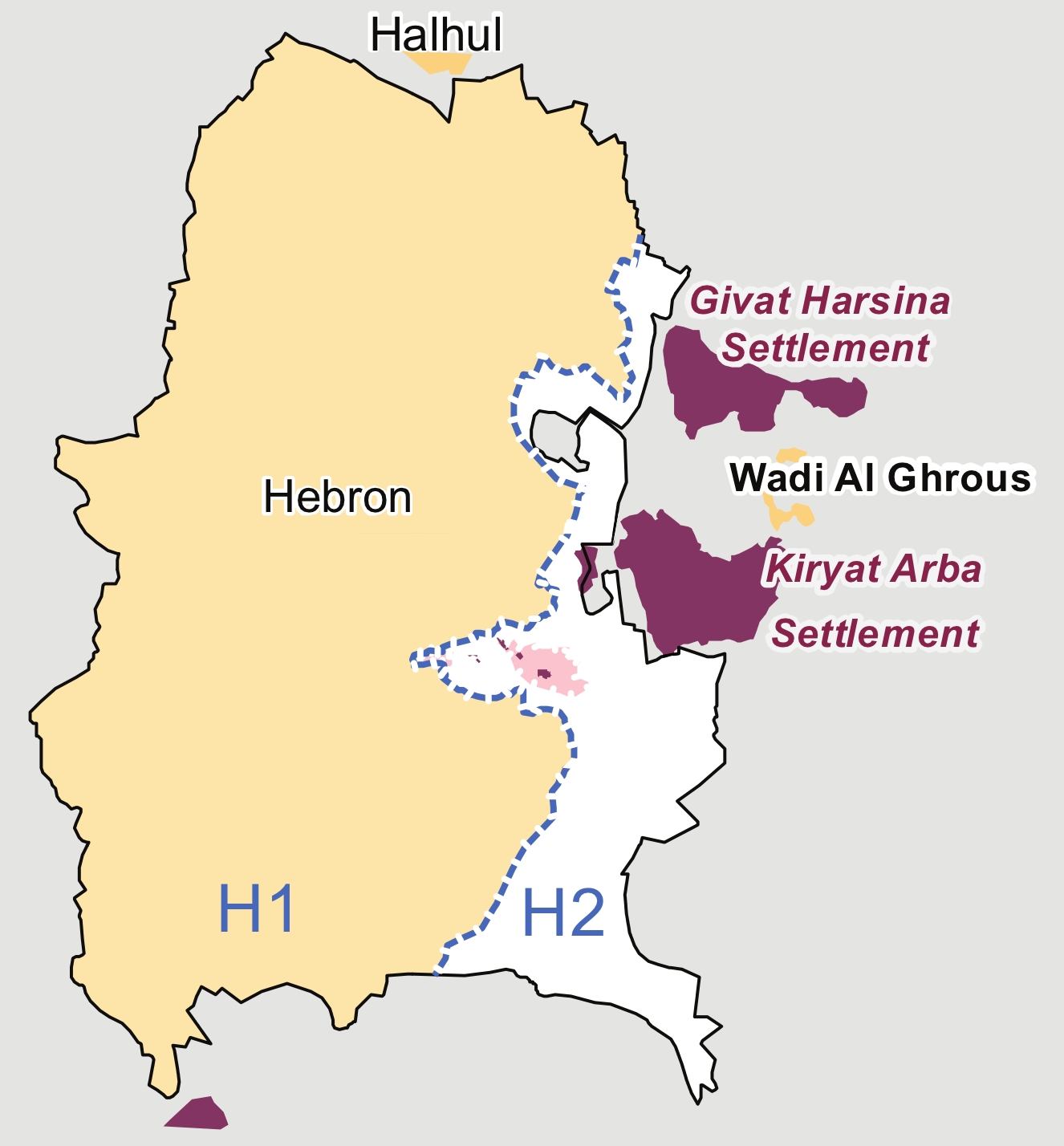
Карта Хеврона, на которой отмечены контролируемая палестинцами зона H1 и находящаяся под израильским контролем зона H2.

Хевронские соглашения (Хевронский протокол, Хевронское соглашение; англ. Protocol Concerning the Redeployment in Hebron) — соглашения, касающиеся города Хеврона, подписанные в январе 1997 года Израилем и палестинцами (в лице ООП) при посредничестве США. Они предусматривали частичную передислокацию подразделений Армии Обороны Израиля (АОИ) в соответствии с «Временным палестино-израильским соглашением по Западному берегу Иордана и Сектору Газа» («Осло-2», 1995). В соответствии с Протоколом, 80 % территории Хеврона (зона H1) перешли под контроль Палестинской национальной администрации, а 20 % (зона H2) — остались под контролем Израиля.
Протокол подписали премьер-министр Израиля Биньямин Нетаньяху и лидер ООП Ясир Арафат. Он не ратифицирован ни одной из сторон, но применяется на практике.

## Предыстория
Хевронские соглашения инициировали третий этап ухода Израиля с густонаселённых территорий Палестины в ходе мирного процесса, начатого Соглашениями Осло (1993).

## Ход переговоров
7 января 1997 года стороны пришли к соглашению относительно Старого города. 13 января Нетаньяху и Арафат встретились в присутствии американского посланника Денниса Росса и 14-го объявили о том, что достигли соглашения. 16 января, после голосования в кнессете, силы ЦАХАЛа начали покидать Хеврон. Израильский переговорщик генерал Дан Шомрон и палестинский Саиб Эрекат подписали Протокол. Затем 21 января стороны дополнительно договорились о международном присутствии в городе.

## Корпус соглашений
Всего 7-30 января 1997 сторонами было согласовано 6 документов.

### Согласованный протокол

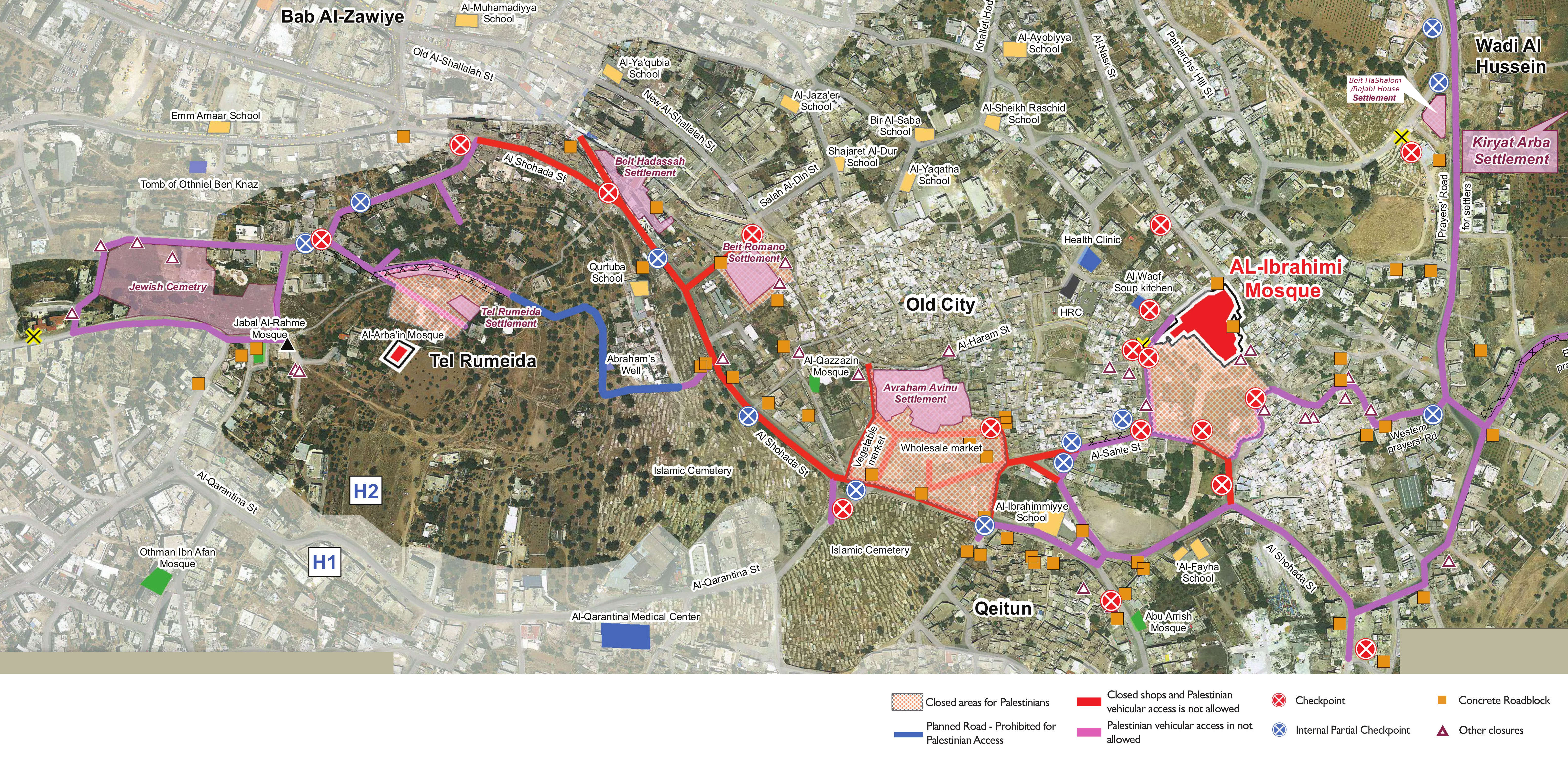
Карта :en:Shuhada Street, по состоянию на 2011 год перекрытой

Согласованный протокол (англ. Agreed Minute) от 7 января касался открытия движения по улице Шухада в Хевроне.

### Примечание
Документ содержит перечисление обязательств сторон в сфере мирного процесса, безопасности, борьбы с терроризмом и подстрекательством и пр.

### Протокол

#### Разные регулирования
1. Будет создано Временное международное присутствие в Хевроне (Temporary International Presence in Hebron, TIPH). Обе стороны придут к соглашению о действиях TIPH, включая его количественный состав и территорию, на которой оно будет работать.

### Письмо государственного секретаря Кристофера
Представляет собой письмо Уоррена Кристофера, содержащее разъяснение позиции США и переданное израильской стороне.